# WARS2
WARS2 (англ. Tryptophanyl tRNA synthetase 2, mitochondrial) – білок, який кодується однойменним геном, розташованим у людей на короткому плечі 1-ї хромосоми.  Довжина поліпептидного ланцюга білка становить 360 амінокислот, а молекулярна маса — 40 147.
| 10         |  | 20         |  | 30         |  | 40         |  | 50         |
| ---------- |  | ---------- |  | ---------- |  | ---------- |  | ---------- |
| MALHSMRKAR |  | ERWSFIRALH |  | KGSAAAPALQ |  | KDSKKRVFSG |  | IQPTGILHLG |
| NYLGAIESWV |  | RLQDEYDSVL |  | YSIVDLHSIT |  | VPQDPAVLRQ |  | SILDMTAVLL |
| ACGINPEKSI |  | LFQQSQVSEH |  | TQLSWILSCM |  | VRLPRLQHLH |  | QWKAKTTKQK |
| HDGTVGLLTY |  | PVLQAADILL |  | YKSTHVPVGE |  | DQVQHMELVQ |  | DLAQGFNKKY |
| GEFFPVPESI |  | LTSMKKVKSL |  | RDPSAKMSKS |  | DPDKLATVRI |  | TDSPEEIVQK |
| FRKAVTDFTS |  | EVTYDPAGRA |  | GVSNIVAVHA |  | AVTGLSVEEV |  | VRRSAGMNTA |
| RYKLAVADAV |  | IEKFAPIKRE |  | IEKLKLDKDH |  | LEKVLQIGSA |  | KAKELAYTVC |
| QEVKKLVGFL |  |            |  |            |  |            |  |            |

A: Аланін

C: Цистеїн

D: Аспарагінова кислота

E: Глутамінова кислота

F: Фенілаланін

G: Гліцин

H: Гістидин

I: Ізолейцин

K: Лізин

L: Лейцин

M: Метіонін

N: Аспарагін

P: Пролін

Q: Глутамін

R: Аргінін

S: Серин

T: Треонін

V: Валін

W: Триптофан

Кодований геном білок за функціями належить до лігаз, аміноацил-тРНК-синтетаз. 
Задіяний у таких біологічних процесах як біосинтез білка, поліморфізм. 
Білок має сайт для зв'язування з АТФ, нуклеотидами. 
Локалізований у мітохондрії.